# Lindengarten (Wismar)

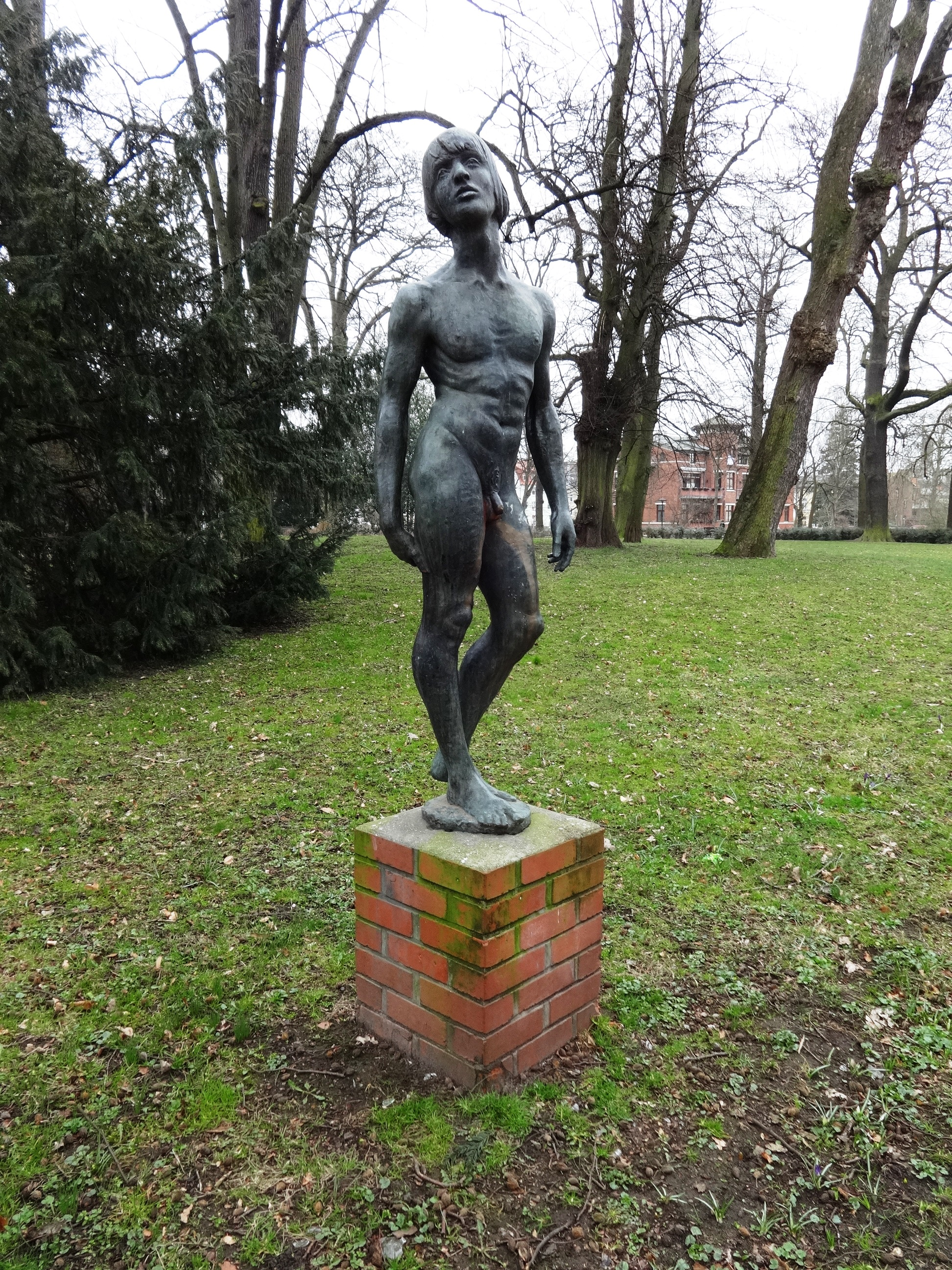
Skulptur Metamorphose von Horst Brühmann

Der Lindengarten ist eine denkmalgeschützte Parkanlage in der Hansestadt Wismar in Mecklenburg-Vorpommern.
Die Anlage wurde von der Stadt im Jahr 1815 mit Hilfe von Spenden auf dem Gelände einer ehemaligen schwedischen Befestigungsanlage errichtet. Der Park wird im Westen durch die Bahnhofstraße und die Bauhofstraße begrenzt. Im Süden bildet die Rostocker Straße die Grenze. Im Nordosten verlaufen die Eisenbahnstrecken Wismar–Rostock sowie Ludwigslust–Wismar. Durch den Park verläuft der Mühlenbach, der in der Stadt als Grube bekannt ist. Am nordwestlichen Ende befinden sich die Überreste der mittelalterlichen Stadtbefestigung aus der zweiten Hälfte des 15. Jahrhunderts. Der ehemalige Wasserturm versorgte bis ins 19. Jahrhundert die Hansestadt mit Trinkwasser. In den Jahren 1996 bis 1997 wurde er umfangreich saniert.
Im Park befindet sich neben einem alten Baumbestand eine bronzene Skulptur von Horst Brühmann mit dem Titel Metamorphose. Sie steht als Einzeldenkmal ebenfalls unter Denkmalschutz.
Im Lindengarten stand einst das 1873 nach Entwurf des Architekten Heinrich Thormann errichtete Denkmal für die Gefallenen Wismarer des Deutsch-Französischen Krieges. Es wurde 1970 abgetragen. Das von der Witwe des Verlegers Carl Hinstorff 1896 gestiftete Denkmal für Fritz Reuter mit einer von Bildhauer Hermann Zimmermann modellierten Büste wurde 1988 vor die Reuter-Schule in die Dahlmannstraße versetzt.